# Gottfrid av Bouillon

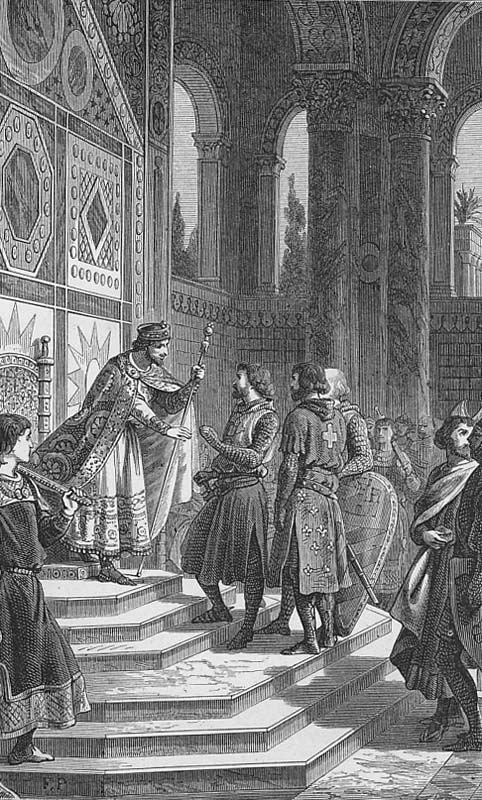
Gottfrid av Bouillon hos kejsar Alexios I Komnenos, xylografi från 1891.

Gottfrid av Bouillon (franska: Godefroi de Bouillon, ibland även Gottfrid IV av Boulogne), född cirka 1060, död 18 juli 1100 i Jerusalem, hertig av Nedre Lothringen åren 1087–1096. Gottfrid var därefter ledare i första korståget. Under Gottfrids tid som hertig var han mycket starkt knuten till kejsar Henrik IV.
Gottfrid ärvde efter morbrodern Gottfrid den puckelryggige hertigdömet Nedre Lothringen. Hans tidigare historia är höljd i dunkel och mycket sägenomspunnen. Han tycks dock ha varit anhängare till kejsar Henrik IV. 
Tillsammans med sin bror Balduin gav han sig 1096 iväg med korsfararhären under första korsfararhären som en av dess främsta deltagare. Han deltog i slaget vid Doryleum men tycks i övrigt ha stått utanför korstågets huvudhändelser fram till marschen mot Jerusalem. Efter Jerusalems intagande samma år blev han den förste regenten av det nya riket, dock avstod han från att anta titeln kung, med hänvisning till att Jesus var Jerusalems sanna kung. En egyptisk invasion stoppades av Gottfrid i slaget vid Askalon samma år. Gentemot sina andliga och världsliga vasaller tycks Gottrid ha haft svårt att hävda sin auktoritet. Gottfrids berömmelse har avsevärt stegrats genom en rik legendbildning kring hans person.
Efter sin död redan året därpå efterträddes han av sin bror som kung av Jerusalem.